# 布盧姆菲爾德 (內布拉斯加州)
布盧姆菲爾德（英語：Bloomfield）是位於美國內布拉斯加州諾克斯縣的城市。

## 人口
根據2020年美國人口普查的數據，布盧姆菲爾德的面積為2.11平方千米，皆為陸地。當地共有人口986人，而人口密度為每平方千米467人。